# Ан Декло
Ан Декло (на френски: Anne Desclos) е френска журналистка, преводачка, редакторка и писателка на класическия еротичен любовен роман „Историята на О“. Пише литературна критика под псевдонима Доминик Ори (на френски: Dominique Aury) и романа си като Полин Реаж (на френски: Pauline Réage).

## Биография и творчество
Ан Сесил Декло е родена на 23 септември 1907 г. в Рошфор сюр Мер, Поату-Шарант, Франция. Като малко дете първо живее с баба си в Англия, а после израства в Рошфор, Франция. Родена в двуезично религиозно семейство тя от малка учи английски и френски. Учи в лицея „Фенелон“, лицея „Кондорсе“, и английска литература в Сорбоната.
След дипломирането си през 1929 г. се омъжва за Раймон Аржил и първоначално е домакиня, като отглежда единствения си син – Филип. Разделят се през 1933 г.
После тя започва да работи в Париж като учител по английски, журналист към „L'Insurgé“ и „Combat“, и преводач, с псевдонима Доминик Ори. По време на Втората световна война се премества в провинцията и е колумнист в списанието „Тут е Тут“. В периода 1943–1944 г. работи в организацията по снабдяването към правителството на Виши. Публикува две антологии в сътрудничество с Тиери Молние, и антология от френски религиозни стихотворения заедно с Жан Полан.
В периода 1950–1952 г. е член на журито на издателство „Галимар“. Като уважаван критик, тя участва в журито за важни литературни награди като наградата на критиката, наградата „Алберт Швайцер“, наградата „Пол Валери“, наградата „Фемина“ и наградата „Фенеон“. В периода 1974–1977 г. е назначена за член на Висшия съвет за литература на правителството.
Голям почитател на английска и американска литература, тя превежда произведенията на Олджърнън Чарлс Суинбърн, Джеймс Хог, Джон Купър Поуис, Вирджиния Улф, Т. С. Елиът, Франсис Скот Фицджералд, Ивлин Уо, и др.
Жан Полан, ревностен почитател на Маркиз дьо Сад, я предизвиква да напише роман в негов стил. През 1954 г. е публикуван романът ѝ „Историята на О“ под псевдонима Полин Реаж. Самоличността ѝ като автор е пазена в тайна, и чак през 1994 г., в интервю за списание „Ню Йоркър“, писателката го оповестява.
Романът няма особен успех след първата си публикация във Франция, но става бестселър в САЩ под друго име. През 1959 г. е забранен от съда във Франция като неморален, и се разпространява апокрифно. Забраната е отменена през 1967 г. През 1969 г. е преиздаден като „Retour à Roissy“, допълнен с разказа „Une fille amoureuse“.
През 1961 г. е удостоена с ордена Кавалер на Почетния легион лично от генерал Де Гол за работата си за френската литература.
Ан Декло умира на 27 април 1998 г. в Корбей Есон (Еври), Ил дьо Франс.

## Произведения

### Като Доминик Ори

#### Сборници
- Songes (1961, 1991) – поезия

### Като Полин Реаж

#### Самостоятелни романи
- Histoire d'O (1954) – преиздаден като „Retour à Roissy“ през 1969 г.
Историята на О, изд. „Медиум 999“ (1991), ИК „Колибри“, София (2013), прев. Силвия Вегенщайн, Росица Ташева

### Екранизации
всичките по романа „Историята на О“
- 1975 Histoire d'O
- 1979 Menthe – la bienheureuse
- 1981 Les fruits de la passion
- 1984 Histoire d'O: Chapitre 2
- 2002 The Story of O: Untold Pleasures
- 2004 The Story of J
- 2006 O the Power of Submission

### Книги за писателката
- Dominique Aury: La vie secrète de l'auteur d'Histoire d'O – от Анжи Давид
- Un bouquet pour Dominique Aury (2009) – колектив